# Sematuridae
Famille
Les Sematuridae sont une famille de lépidoptères de la super-famille des Geometroidea. Elle regroupe environ 6 genres et 40 espèces.

## Liste des genres
- Anurapteryx
- Apoprogones
- Coronidia
- Homidiana
- Lonchotura
- Mania